# Rue Gutenberg
Ne doit pas être confondu avec Rue Gutenberg (ancienne) ou Rue Gutenberg (Strasbourg).
Pour les articles homonymes, voir Gutenberg.
La rue Gutenberg est une rue du 15e arrondissement de Paris.

## Origine du nom
Elle porte le nom de imprimeur Johannes Gutenberg (1400-1468), inventeur des caractères métalliques mobiles

## Historique
La partie nord de la rue, entre les rues de Javel et Cauchy, existait du temps où le territoire dépendait de la commune de Grenelle sous le nom de « rue Virginie », nom donné par le propriétaire du terrain en 1868, qui allait de la rue de Javel à la rue Cauchy.
Elle change d'appellation en 1904, lorsque la nouvelle Imprimerie nationale, est construite rue de la Convention, en remplacement de l'ancienne imprimerie de la rue Vieille-du-Temple.
L'extrémité sud de la rue, au-delà de la rue Cauchy, actuellement piétonne, a été ouverte par la ville de Paris en 1914. Cette section-là dépendait du territoire d'Issy avant l'annexion du nord d'Issy par la capitale en 1860.
Avant 1890, il existait entre le no 55 de la rue Jean-Jacques-Rousseau et le no 46 de la rue du Louvre, entre l'immeuble des Téléphones (le nom du central téléphonique Gutenberg vient de là) et la grande Poste (l'actuelle poste centrale du Louvre), une « rue Gutenberg », dans le 1er arrondissement  qui avait été ouverte en 1888, qui a été supprimée en 1891 pour être annexée par les PTT, pour servir de remise aux voitures de l'administration des Postes.
Au croisement avec la rue Balard est érigée dans l'entre-deux-guerres la « pouponnière Citroën », garderie d'enfants pour les employés de l'usine voisine du quai de Javel, qui comptait plusieurs dizaines de milliers d'employés. L'usine est détruite au début des années 1980 et le quartier subit un profond réaménagement. L'ancienne pouponnière est remplacée par un immeuble contemporain.